# Henry To'oTo'o
Henry Moses Ito Iese To'o To'o (Sacramento, California; 5 de enero de 2001) más conocido como Henry To'oTo'o, es un jugador profesional estadounidense de fútbol americano, se desempeña en la posición de linebacker en Houston Texans, en la National Football League (NFL).

## Carrera
Hizo su debut profesional con el equipo Houston Texans, lleva jugando una temporada, comenzó en el 2023.